# Братешул
Братешул (рум. Brateșul) — село у повіті Мехедінць в Румунії. Входить до складу комуни Бала.
Село розташоване на відстані 263 км на захід від Бухареста, 33 км на північний схід від Дробета-Турну-Северина, 101 км на північний захід від Крайови.

## Населення
За даними перепису населення 2002 року у селі проживали 166 осіб, з них 164 особи (98,8%) румунів. Рідною мовою 164 особи (98,8%) назвали румунську.